# Le Bény-Bocage
Le Bény-Bocage är en kommun i departementet Calvados i regionen Normandie i norra Frankrike. Kommunen ligger i kantonen Le Bény-Bocage som ligger i arrondissementet Vire. År 2018 hade Le Bény-Bocage 1 059 invånare.

## Befolkningsutveckling
Antalet invånare i kommunen Le Bény-Bocage
Referens: INSEE